# Фрей, Себастьян
Себастья́н Фрей (фр. Sébastien Frey; род. 18 марта 1980, Тонон-ле-Бен) — французский футболист, вратарь.

## Карьера

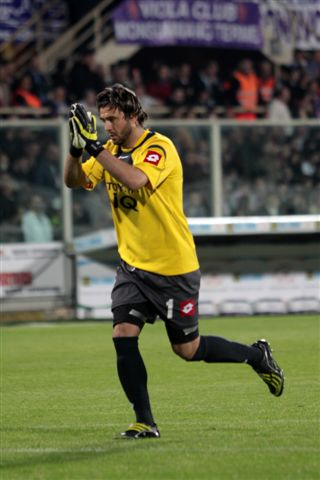
Фрей в составе «Фиорентины»

Фрей начал свою карьеру во французском клубе «Канн» в 1997 году, в возрасте 17 лет. Следующие два сезона он провёл в миланском «Интере», и после двух лет летом 2001 года Себастьян перешёл в «Парму», с которой он выиграл Кубок Италии 2001/02.
Своё первое приглашение в сборную Франции Себастьян получил на матч против Польши в ноябре 2004 года, но так и не вышел на поле. Фрей присоединился к «Фиорентине» на правах аренды в сезоне 2005/06, а постоянный контракт с клубом подписал в конце года после блестящего сезона, где он играл вместе с Кристианом Брокки, Стефано Фьоре и Лукой Тони.
Свой первый матч за сборную Фрей сыграл 21 ноября 2007 года против сборной Украины. Матч завершился со счётом 2:2, причём второй гол Франция пропустила из-за ошибки Фрея.
13 декабря 2007 года Фрей получил травму мениска на тренировке, и на следующий день перенёс операцию на колене. В состав «Фиорентины» Себастьян вернулся 18 января 2008 года в матче против «Пармы», завершившемся победой «Фиорентины» со счётом 2:1.
В 2009 году признался, что в своё время был близок к переходу в «Милан», но в итоге всё же остался в «Фиорентине».
В августе 2011 года подписал контракт с «Дженоа» сроком на 5 лет.

## Личная жизнь
Себастьян происходит из футбольной семьи: его дед Андре (1919—2002) был защитником и выступал в середине прошлого века за клубы «Мец» и «Тулуза», а также за сборную Франции. Младший брат Себастьяна Николя (род. 1984) тоже защитник, сейчас он выступает за итальянский клуб «Кьево». А Себастьян пошёл по стопам своего отца Раймона, который был вратарём.

## Достижения

### Командные
Парма
- Обладатель Кубка Италии: 2001/02
- Финалист Суперкубка Италии: 2002

### Личные
- Футболист года в Италии по версии Guerin Sportivo: 2000
- Введён в зал славы футбольного клуба «Фиорентина»: 2022[7]